# Stea de technețiu
O stea de technețiu, sau mai propriu o stea bogată în technețiu, este un tip de stea al cărei spectru stelar conține linii de absorbție a luminii a metalului ușor radioactiv technețiu. Cel mai stabil izotop al elementului este 98Tc cu un timp de înjumătățire de 4,2 milioane de ani.